# Église fondamentaliste de Jésus-Christ des saints des derniers jours
Ne doit pas être confondu avec Église de Jésus-Christ des saints des derniers jours.
L’Église fondamentaliste de Jésus-Christ des saints des derniers jours (en anglais : Fundamentalist Church of Jesus Christ of Latter-day Saints, abrégé en FLDS) est un mouvement issu du mormonisme, né aux États-Unis en 1954 dans sa forme actuelle. Au début des années 2000, le mouvement compterait environ 10 000 fidèles, quoique le nombre de fidèles soit en baisse ces dernières années,.
L'église fondamentaliste, généralement désignée comme « mormon fondamentaliste », n'est pas affiliée à l'Église du même nom.

## Histoire
Malgré son histoire relativement longue, cette organisation n'acquit une existence légale que dans les années 1980.

### Le Conseil des Amis

#### Création
En 1912, Lorin C. Woolley publia un article sur une révélation que lui aurait faite le prophète John Taylor en 1886, selon laquelle lui-même, son père et trois autres personnes avaient été choisis pour pouvoir perpétuer le mariage plural dans l'église afin que, selon les termes de ce document, « pas une année ne passe sans qu'il n'y ait d'enfant né dans le principe du mariage plural ».
Resté seul dans ce conseil, il nomma en 1929 six autres personnes pour créer un Conseil des amis, aussi nommé Conseil de prêtrise ; cette organisation avait pour seul but de célébrer des mariages pluraux, et les fidèles se considéraient toujours comme appartenant à l'église officielle, bien qu'à titre irrégulier,,,,.
Il réussit à rassembler des mormons en désaccord avec les manifestes de 1890 et 1904 ayant stoppé la célébration de nouveaux mariages pluraux.
À sa mort en 1934, il est remplacé par J. Leslie Broadbent, qui mourra six mois plus tard, en février 1935, d'une pneumonie. Sa mort sera l'occasion d'un conflit de succession, Elden Kingston prétendant qu'il aurait dû recevoir une promotion au sein de ce conseil ; il fondera plus tard, en 1941, le clan Kingston (en),,.
En 1935, John Y. Barlow fut nommé pour remplacer Broadbent.

#### Établissement à Short Creek
En 1935, le Conseil des Amis, à la recherche d'un lieu reculé où pratiquer le mariage plural et "construire une branche du Royaume de Dieu", choisit d'envoyer des fidèles à Short Creek, menés par Joseph Lyman Jessop, bien situé car à cheval sur la frontière entre l'Utah et l'Arizona, ce qui permettait d'échapper plus facilement aux autorités,.
Cette même année, le 7 septembre 1935, les 21 résidents furent excommuniés, après des années de dialogue, par l'église mormone officielle pour avoir prêché et pratiqué la polygamie après qu'ils eurent refusé de signer des déclarations contre le mariage plural,.
En 1944, un raid fut effectué sur Short Creek par le FBI et la police de l'Utah, avec la coopération de l'église officielle.
En 1949, Barlow mourut, remplacé par Joseph W. Musser.
En 1951, la décision de Musser de nommer Rulon Allred comme apôtre fut source de dissensions de la part d'autres membres du conseil de prêtrise se sentant contournés. Les critiques de Musser concernant les mariages de mineurs ou bien ceux arrangés déplurent également à Short Creek. Le cas de Joseph Lyman Jessop, qui protesta contre le mariage arrangé par les dirigeants de sa fille Christine à Louis Barlow, fut également une pomme de discorde,.
En 1953, Short Creek fait l'objet d'un raid, sur la partie située en Arizona, par la garde nationale de cet état, sous ordre du gouverneur John Howard Pyle dans le cadre d'"une intervention policière capitale contre cette insurrection" et une "conspiration ignoble" qui exploite des "esclaves blancs" et soumet de jeunes filles "à une caricature du mariage". Tous les habitants, sauf six, qui n'étaient pas des fondamentalistes, sont arrêtés (soit 36 hommes, 86 femmes et 263 enfants), les adultes étant inculpés de bigamie, atteinte sexuelle, adultère, corruption de mineurs ou concubinage notoire, dans ce qui constitue la plus grande rafle de civils en temps de paix dans le pays. Des accusations de malversation et de détournement de fonds publics furent également faites. 150 enfants seront placés en foyer. La sympathie du public se tourne très vite vers les fondamentalistes, qui invoquaient la liberté religieuse ainsi que le caractère sacré du foyer et de la vie privée, et Pyle perd rapidement tout soutien, causant sa défaite électorale en 1954. Les accusations les plus graves sont abandonnées, ne laissant que celles de concubinage ou bien de bigamie,,,,.
Les conséquences de ce raid seront, d'une part, que les autorités des deux états dans lesquels est située Short Creek ne vont plus engager d'action directe contre les fondamentalistes et les polygames et, d'autre part, que l'église et ses membres seront encore moins ouverts sur le monde extérieur.

#### Crise de succession et fin de l'union
En 1954, refusant la direction d'Allred, nommé successeur par Musser, les fondamentalistes de Short Creek nommèrent LeRoy Johnson comme dirigeant, les fondamentalistes au Mexique et à Salt Lake City restant fidèles à Allred, qui fonda les frères unis apostoliques (en).

### Le mandat de Johnson
LeRoy Johnson eut une importance capitale tant dans l'histoire de la congrégation que dans la mémoire des fidèles, gouvernant le groupe jusqu'à sa mort en 1986. « Oncle Roy » fut l'objet d'une admiration de la part de ses disciples, dont certains pensaient même qu'il ne mourrait jamais, ce qui fit que rien n'était préparé pour sa succession.
C'est sous son mandat que fut développée la doctrine du one man rule (« règne d'un seul homme »), selon laquelle le dirigeant devrait avoir un pouvoir absolu, sans aucune intervention du Conseil de prêtrise, dont les membres ne furent plus remplacés ; cette règle causa la scission, en 1984, par des membres qui fonderont le groupe de Centennial Park.
Johnson inaugura également la « loi de placement » relative aux mariages.

### Montée en puissance de la famille Jeffs
En 1987, cette organisation prit une existence légale à la suite de conflits de propriétés à Short Creek. Son premier dirigeant fut Rulon Jeffs (en) (1909-2002), comptable du groupe, qui élimina définitivement, avec l'aide du maire Dan Burlow, le Conseil de prêtrise.
Depuis 2002, l'Église fondamentaliste de Jésus-Christ des saints des derniers jours est dirigée par Warren Jeffs, qui succède à son père, à la suite d'un conflit de succession contre d'autres candidats tels que Winston Blackmore. Il avait contre lui plusieurs rivaux, parmi eux Winston Blackmore, alors dirigeant de la branche canadienne.
Jeffs se mit alors à rendre les règles encore plus strictes: il fit saisir les armes de ses fidèles, interdit à ses fidèles d'inscrire leurs enfants dans les écoles publiques, ordonna à la plupart de ses disciples de venir vivre à Short Creek, interdit la presse, le cinéma, certains ouvrages et créa un God Squad de fidèles chargés de faire appliquer ses décrets.
En 2003, après qu'un monument a été érigé pour commémorer le cinquantième anniversaire du raid de 1953 sans son autorisation, il fulmina contre la ville, la déclarant maudite, et ordonna la destruction du monument.
En février 2004, il excommunia 21 des hommes les plus éminents de Short Creek, parmi eux le maire Dan Barlow, et réassigna leurs épouses et leurs enfants.
Placé sur la liste des dix fugitifs les plus recherchés du FBI, Warren Jeffs est arrêté le 28 août 2006 pour abus sexuels sur mineurs et complicité de viol. En 2011 il est condamné au Texas à la réclusion à vie pour viols sur mineures ; il continue cependant de gouverner sa secte depuis sa cellule.

## Doctrines et pratiques

### Mariage
Ce mouvement pratique le mariage plural (polygamie), considérant que l'Église de Jésus-Christ des saints des derniers jours (principal mouvement mormon) a eu tort d'y mettre un terme en 1890 et en 1904. Warren Jeffs affirma que « les seuls dignes d’atteindre les hautes sphères de gloire du royaume céleste, les seuls dignes de devenir des dieux et des déesses, des rois et des reines célestes, sont ceux qui sont introduits dans le mariage pluriel par le prophète de Dieu» et que nul ne pouvait atteindre le plus haut degré du paradis s'il n'avait au moins trois épouses.
Le mariage ne peut être fait que selon les directives du prophète, censé avoir reçu des révélations divines pour déterminer les couples à s'unir : c'est la "loi de placement". Le prophète peut aussi "réassigner" les épouses et les enfants, étant considérés appartenir à la prêtrise en tant que corps, d'hommes considérés comme indignes ce qui fut utilisé par Warren Jeffs pour punir des rivaux et récompenser des alliés,,.

### Économie
Le "plan d’efforts uni" (United Effort Plan) fut fondé en 1942 pour mettre en application la loi de consécration (en) : il s'agissait de la mise en propriété collective de tous les biens immeubles des fidèles, tels que maisons, boutiques et fermes pour réaliser l'ordre uni (en). Cette fiducie était contrôlée par l'église, et les biens étaient loués aux fidèles, expulsant les apostats et les excommuniés. À partir des années 2000, la fiducie possédait autour de 700 maisons ainsi que des boutiques et des champs à Short Creek, et avait également des biens en Colombie-Britannique, fournis par les fidèles locaux; elle possédait même des parcs, une station de pompiers ainsi qu'un zoo,.
L'UEP fut saisi en 2005 pour empêcher le prophète Warren Jeffs d'en dilapider les fonds, ainsi que pour protéger les résidents des conséquences des poursuites des "garçons perdus" contre leur exclusion. Les dirigeants de la fiducie ont décidé de liquider le capital, vendant les maisons aux résidents ou bien à des personnes extérieures, et certains membres de la FLDS ont monté une résistance contre de tels plans, refusant d'avoir affaire à une UEP gérée par des apostats et des excommuniés (refus de payement des loyers et des taxes d'habitation); de plus, la liquidation ne pourra pas être complète car elle est légalement impossible à effectuer au Canada.
La secte possède aussi plusieurs entreprises dans divers domaines, prospères et utilisant une main d’œuvre disciplinée et à bas couts, dont certaines ont remporté des contrats avec le gouvernement fédéral, même au cours de la cavale de Jeffs. L'armée et la NASA font partie de leurs clients.
Pour financer la cavale de Jeffs, les exigences financières devinrent de plus en plus lourdes, allant parfois jusqu'à une cotisation hebdomadaire de 1000 dollars par adulte dans un foyer.
Ces dernières années, en plus de la dîme, certains fidèles se sont vu demander de verser ce qu'il restait de leurs revenus une fois que les factures ont été payées pour que la secte le redistribue entre les fidèles.
Depuis 1957, les membres adultes, dès leurs 18 ans, commencent une "mission de travail" de deux ans, une sorte de service civil durant lequel ils travaillent dans les entreprises de la secte, entretenus par leurs familles.

### Relations avec le monde extérieur
L'église n'est pas favorable en général aux relations avec les « gentils », et la nécessité du secret lié au fait que la polygamie fut, jusqu'en 2020 dans l'Utah, un crime, ne fit que renforcer ces tendances.
Les fidèles sont incités à se distinguer, par leurs costumes, du monde extérieur: ainsi, tous se voient interdire le port de manches courtes et de vêtements découvrant les genoux, et le port de chemises longues et de pantalons pour les hommes, et par les femmes de robes d'un style ayant été décrit comme rappelant La Petite Maison dans la prairie, est fortement encouragé, surtout depuis Jeffs.

### Keep Sweet
Keep Sweet ("Restez gentil") est l'un des slogans du groupe pour que les adhérents mettent de côté les évènements négatifs au cours de leur vie.

### Changements doctrinaux causés par l'emprisonnement de Warren Jeffs
Depuis 2003 et la cavale puis l'emprisonnement de Warren Jeffs, plusieurs changements sont intervenus.
Plus aucun mariage, que ce soit célibataire ou plural, n'a été autorisé, et il a été décidé que ce moratoire ne cessera qu'à la libération de Warren. De plus, les relations sexuelles au sein des foyers déjà existants furent interdites, et les mariages existants dissous.
De plus, Jeffs décida, en 2012, que la reproduction au sein du groupe serait limitée à 15 "porteurs de semences", les maris devant les aider physiquement à féconder leurs épouses; la plupart des fidèles quittèrent l'église à la suite de cela. Jeffs émit également plusieurs prédictions apocalyptiques de sa cellule.
Cependant, Jeffs exerce relativement moins de contrôle sur son groupe qu'avant d'aller en prison.
En aout 2022, Warren Jeffs demanda à certains anciens membres de revenir avec leurs enfants.

## Localités où l'Église fondamentaliste s'est implantée
Ce groupe est principalement présent en Utah, Arizona, Colorado, Nevada et en Colombie-Britannique.

### Short Creek

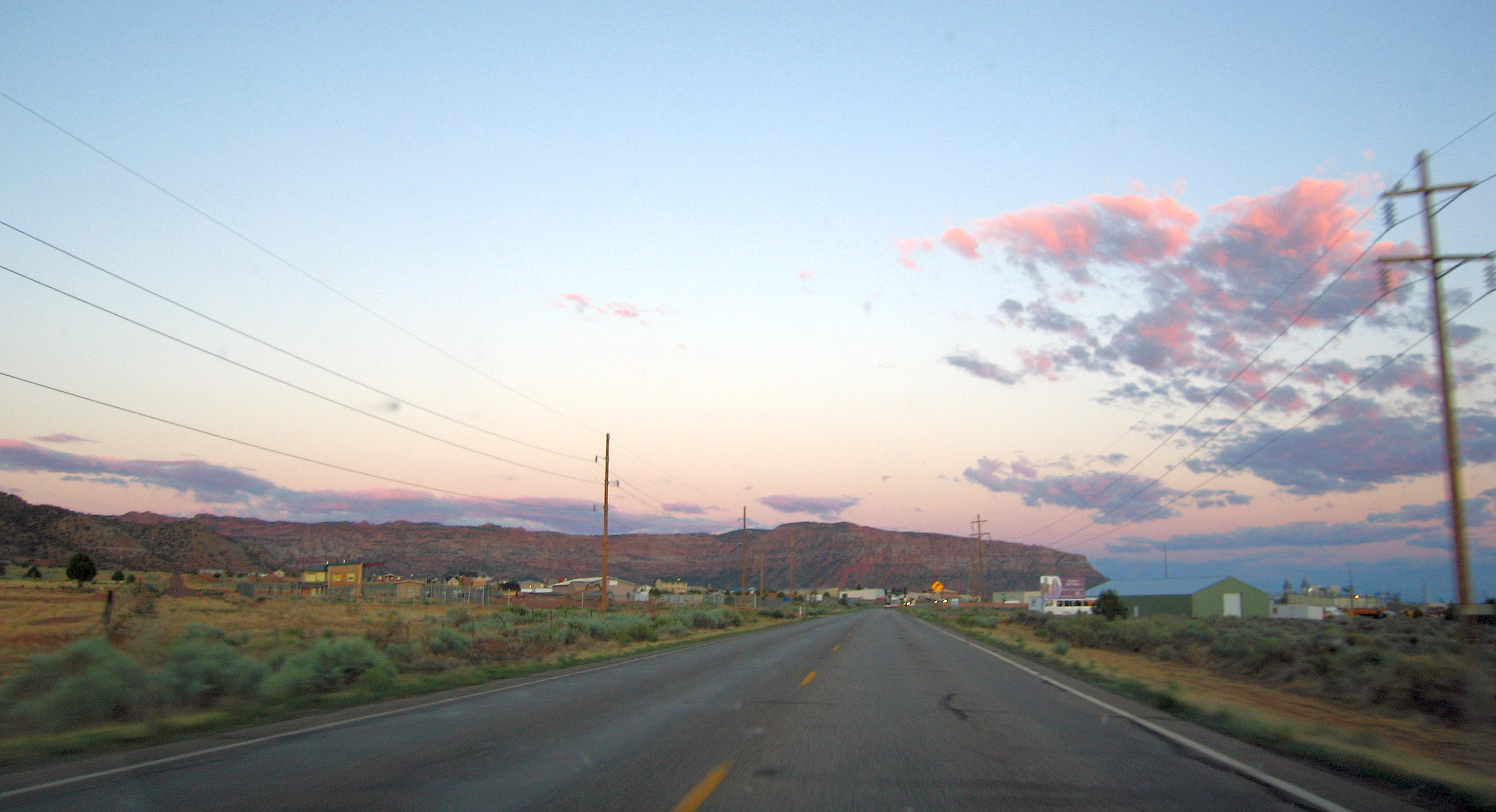
Route menant à Hildale dans l'Utah.

Ces deux villes voisines sont le siège de l'Église fondamentaliste, où elle est née. Environ 95 % des 7 500 habitants étaient membres de l'Église.
Cependant, depuis l'arrestation de Warren Jeffs, l'église a perdu du pouvoir dans la localité. La police fut réorganisée après qu'il a été établi qu'elle n'était qu'un instrument de l'église,.

### Bountiful
La localité a été fondée en 1947 par des fondamentalistes menés par Harold Blackmore (fils du député John Blackmore, lui-même exclu cette même année de l'église mormone pour avoir défendu le mariage plural) voulant pratiquer la polygamie loin des autorités,,,.
En 1991, à la suite d’enquêtes sur des abus sexuels, la Gendarmerie royale du Canada recommanda que Winston Blackmore et James Oler soient inculpés pour polygamie; le parquet refusa, craignant un conflit avec les clauses de liberté religieuse de la Charte canadienne des droits et libertés qui aurait abouti à légaliser la polygamie au Canada.
En 2002, dans le cadre des luttes de succession consécutive à la mort de Rulon Jeffs, Winston Blackmore fut déposé et remplacé par James Oler. Blackmore a alors fondé un groupe dissident, revendiquant 700 membres, aux règles relativement plus libérales,.
Cette même année, à la suite de plaintes d'anciens adeptes tels due Debbie Palmer, des enquêtes furent menées sur des accusations de bigamie et d'abus sexuels, portées par d'anciens membres,,,.
Blackmore entreprit alors plusieurs actions pour améliorer son image auprès du public: il envoya des enfants de son groupe dans les écoles publiques, organisa un "forum sur la polygamie" (au cours duquel il admit que certaines de ses épouses étaient mineures) et promit que nul ne pourrait se marier avant 16 ans, âge porté à 18 pour les mariages pluraux,.
Environ 500 habitants de Bountiful sont membres de l'Église,.
Après que la loi interdisant la polygamie ait été jugée constitutionnelle, en 2018, Oler et Blackmore furent tous deux reconnus coupables de polygamie et condamnés à une assignation à résidence; il s’agissait des premières condamnations pour polygamie depuis 1899 et 1906 dans l'histoire légale canadienne.
En 2020 le parquet annonça cesser toute investigation active sur Bountiful, évoquant la difficulté de trouver des preuves et des témoignages.
En 2006, la secte avait projeté de s'implanter au Saskatchewan, mais les autorités ont montré un accueil peu enthousiaste à cette perspective,,,.

### Texas
Warren Jeffs avait décidé d'établir une partie de ses disciples à Eldorado (Texas), dans le ranch YFZ (Yearning for Zion, "Envie de Sion"). Il y fit également construire un temple.
À la suite d'un appel anonyme de Rozita Swinton, qui s'était fait passer pour une "Sarah", 16 ans, mineure promise à un mariage forcé, la police vint faire une descente pour enquêter sur des allégations d'abus sexuels et de mariages forcés, et évacua 437 enfants pour les placer,,.
Bien que l'appel ait été un canular, les autorités ont découvert que deux filles avaient 12 ans, 3 avaient 13 ans, 2 avaient 14 ans et 5 en avaient 15 lors de leurs mariages; sept de ces filles avaient plus d'un enfant. Onze hommes furent arrêtés pour bigamie et agressions sexuelles. Après des recours, les enfants furent remis de nouveau à leurs familles, avec interdiction de quitter l'état tant que l’enquête continuerait. Une seule mineure, Merrianne Jessop, qui avait été mariée à Warren Jeffs à 12 ans, fut conservée sous l'autorité des services sociaux mais fut ensuite placée chez sa tante, dans le ranch, qui était restée membre du groupe,,.
L'église utilisa les maladresses des autorités (envoi de policiers dans des blindés, déclarations erronées) pour créer une vague de sympathie pour les mères du ranch, ce qui compliqua certaines des mesures des services sociaux.
Des documents relatant les différents mariages et unions de la secte furent également saisis dans une chambre forte du temple, ce qui permit de condamner plusieurs personnes pour bigamie ou viols, tels que Merril Jessop ou bien Warren Jeffs lui-même.
En 2014, le ranch Yearning for Zion est saisi par les autorités texanes, qui avaient déterminé que ce lieu avait pour but d’être utilisé pour commettre des infractions,.

### Autres lieux
Il y a d'autres implantations mineures de l'église.
De plus, Warren Jeffs avait projeté de créer d'autres refuges secrets, à l'abri des autorités, à la suite de procédures dans l'Utah et l'Arizona par rapport à la bigamie et aux atteintes aux mineurs. Il voulait aussi se préparer pour la fin des temps.
- Pringle (Dakota du Sud) : un nouveau camp est en cours de construction près de Pringle dans le comté de Custer, ce qui inquiéta les autorités locales car aucune naissance ni aucun décès n'y avaient été déclarés[69],[70]. En février 2021 la propriété fut saisie pour payer des dommages et intérêts à trois anciens membres que la secte avait fait arrêter illégalement à Colorado City, et ces trois anciens membres s'en portèrent acquéreurs[71],[72]. En mai 2022 cette propriété fut mise aux enchères[73].
- Boise City (Oklahoma) : en juillet 2014, quelques dizaines de personnes membres de l'Église vinrent s'établir dans la localité[74],[75].
- Mancos (Colorado): En 2004, David Allred, membre de l'église, a acheté des terrains dans cette commune[76],[77].
- Grand Marais (Minnesota): En 2018, Seth Jeffs acheta 40 acres de forets, qu'il revendit en juillet 2023[78].

## Controverses
Cette église est la cible de nombreuses critiques.

### Situation des mineurs

#### Mariages de jeunes filles mineures
L'église fut critiquée pour avoir marié de jeunes filles mineures au cours de mariages pluraux. Elle fut également accusée de se livrer à un trafic de jeunes filles entre ses établissements américains et canadiens.
La prise du pouvoir de Warren Jeffs a entrainé l'augmentation du nombre de mariages d'enfants ainsi qu'une baisse de l'âge moyen du mariage chez les femmes : en 1953, l'âge moyen d'une mariée était de 16 ans, ce qui servit au gouverneur Pyle à justifier son raid, avant de passer à 19 en 1988 à cause des nouvelles opportunités éducatives et professionnelles,.
À la suite du raid sur le ranch YFZ, la secte promit de ne plus procéder à des mariages où les âges seraient inférieurs aux lois locales, soit 16 ans pour le Texas.
Lors des audiences au Canada sur la constitutionnalité des lois sur la polygamie, le parquet démontra que la communauté de Bountiful avait un taux largement supérieur (entre 2 et 7 fois) de grossesses adolescentes par rapport au reste de la province.

#### Expulsions de jeunes hommes
Pour assurer l'excédent en femmes nécessaire à la polygamie, ainsi que pour privilégier les notables de la communauté tout en éliminant les éléments perturbateurs et potentiels dissidents, à partir des années 2000 plusieurs jeunes hommes, âgés de moins de 20 ans, furent excommuniés sous des prétextes divers (écoute de musique rock, port de chemises à manches courtes, etc.), puis chassés de la communauté: ils furent appelés les "garçons perdus" (lost boys),,,.
Au cours d'un sermon en 1997, Warren Jeffs affirma que "on m'a instruit que tout jeune homme qui ne laissera pas nos filles tranquilles sera chassé et ne sera pas autorisé à être parmi nous, même avant qu'il ne détruise la fille,."

#### Éducation
L'église fut accusée de n'être pas favorable à l'instruction et de privilégier le travail infantile ou bien les mariages précoces.
Les établissements scolaires de la secte furent également critiqués pour leur bas niveau d'instruction. En particulier, l'église promeut le créationnisme et affirme que l'homme n'est jamais allé sur la Lune. En 2005, les établissements de l'église à Colorado City sont fermés par les autorités.

#### Travail
L'église fut accusée d'exploiter le travail des enfants, ce qui permettait à ses firmes de pouvoir remporter plusieurs appels d'offres.
De plus, des flux de travailleurs des deux sexes ont été établis entre les États-Unis et le Canada, ainsi qu'entre Bountiful et le reste du Canada.
Les conditions de travail pour ces jeunes sont souvent pénibles, voire dangereuses.
En octobre 2021, l'église, son évêque et un entrepreneur sont condamnés à payer près d'un million de dollars pour avoir fait travailler des enfants sans salaire  dans un ranch de l'Utah pendant des années.

### Fraudes
Bien que LeRoy Johnson et d'autres dirigeants tels que Marion Hammon se soient opposé à accepter la moindre aide gouvernementale, se méfiant d'un gouvernement toujours prêt à poursuivre les polygames, sous le règne de Warren Jeffs l'église se mit à supporter officieusement le concept de "saigner la bête", soit de s'efforcer de prendre le plus de subventions et d'allocations du gouvernement (par exemple en déclarant ses épouses comme mères isolées) tout en payant le moins d’impôts possible.

### Racisme et intolérance
L'organisation est considérée comme « une secte suprémaciste blanc, homophobe, anti-étatiste et totalitaire » par le SLPC,: en effet, sa théologie décrit les Noirs comme les descendants maudits de Caïn à travers lesquels le Diable agit sur la Terre,.
En 1978, à la suite de la décision de l'église officielle d'accorder la prêtrise aux hommes de toute race, le prophète Johnson affirma que Spencer W. Kimball était sous influence démoniaque et que le diable lui était apparu dans le temple de Salt Lake City lors de cette révélation. Il affirma également que la "grande et abominable église" prédite par le prophète Néphi n'était plus l'Église catholique mais la LDS.
En 1995, lors d'un cours destiné aux candidats à la prêtrise, Warren Jeffs donna la description suivante de Caïn: "Il a été maudit avec une peau noire et est le père du peuple nègre… Il a un grand pouvoir, et peut apparaitre et disparaitre… Il est utilisé par le diable, en tant que mortel, pour faire le mal… Si vous, jeunes gens, deviez vous marier avec un nègre, vous ne pourriez pas appartenir à la prêtrise, même si vous vous repentiez. Vous ne pourriez pas rester dans cette œuvre." A une autre occasion, il affirma que "la race noire est le peuple qui a toujours permis au diable d’amener le mal sur Terre."
En 1996, Warren Jeffs dit que "les juifs étaient des apostats. Ils savaient que l'évangile était vrai et le haïssaient. Le Seigneur ne laissera pas les apostats prospérer. Ils doivent s'écrouler. A la fin, ils seront anéantis, comme leurs descendants,."
Warren Jeffs affirma également la chose suivante sur les Amérindiens: "Quand les gens désertent, ils deviennent sombres, dégoutants et bas, comme les Lamanites sur cette terre. Nous savons que les indiens devinrent comme des animaux, sombres, dégoutants et bas, parce que leurs pères ont apostasié,."
Lors d'un sermon en 2001, Warren Jeffs affirma que "les gens étaient devenus tellement mauvais que les hommes commencèrent à se marier à des hommes et les femmes à des femmes. C'est le pire acte que vous puissiez commettre, à part le meurtre. C'est comme un meurtre. A chaque fois que les gens commettent ce pêché, le Seigneur les détruit."

### Consanguinité
À cause de la fermeture de la secte à de nouveaux entrants, Short Creek souffre d'une consanguinité majeure, avec 80 % de la population descendant de deux des fondateurs de la ville. Le nombre de cas d'acidurie fumarique dans cette localité est supérieur au nombre de cas dans le reste du monde,,,. Cette situation a entrainé l'existence d'un cimetière de nourrissons,.

### Expiation par le sang
En 1997, Rulon Jeffs dit à ses fidèles que “c'est aimer notre voisin comme nous-mêmes: s'il a besoin d'aide, aidez-le; et s'il veut le salut et qu'il soit nécessaire de verser son sang sur la terre pour qu'il soit sauvé, versez-le.” Les prêches sur le sujet devinrent plus nombreux sous son fils Warren: il dit que le gouvernement l'interdit pour l'instant mais qu'ils pourront la mettre en application dans le futur pour les cas d'adultère.
Un ancien membre, Robert Richter, affirma que Warren lui avait demandé de travailler sur plusieurs projets secrets tels que des thermostats pour un four crématoire qui opérerait à des températures suffisamment hautes pour détruire tout ADN.
Il y eut des cas ou des dissidents furent menacés d'expiation par le sang:
- Lorsque Benjamin Bistline, un ancien membre qui résidait toujours à Short Creek, écrivit son livre The Polygamists sur l'histoire de Short Creek, il reçut des menaces de mort[106]
- Lorsque Warren Jeffs accepta de la libérer de son premier mari, Elissa Well rapporta qu'il lui dit qu'elle était tellement mauvaise que la seule manière d'être sauvée était de se faire trancher la gorge comme expiation[107].

### Affaires judiciaires
En 2017, plusieurs leaders de la FLDS dont parmi eux Lyle Jeffs, frère de Warren, furent condamnés ou plaidèrent coupable pour fraude relative au détournement d'allocations du Supplemental Nutrition Assistance Program: ils avaient demandé aux adeptes touchant ces aides de les remettre aux dirigeants pour qu'ils puissent théoriquement être utilisés par le système d'assistance interne du groupe; il s'est avéré qu'une partie de ces fonds furent utilisés au bénéfice personnel des dirigeants,,,.
En 2018, au Canada, Brandon James Blackmore et Emily Ruth Gail Blackmore furent tous deux condamnés pour avoir amené une mineure du Canada aux États-Unis sous les ordres de Warren Jeffs.
En octobre 2021, l'église, des responsables ainsi que l'entreprise Paragon Contractors furent condamnés à verser près d'un million de dollars pour avoir fait travailler des enfants sans les payer entre 2008 et 2012 dans des champs de noix de pécan,.

### Filmographie
- Keep Sweet: Prie et obéis ("Keep Sweet: Pray and Obey"), série publiée sur Netflix en 2022[114]